# Майдан-Стары
Майдан-Стары (пол. Majdan Stary) — деревня в Билгорайском повете Люблинского воеводства Польши. Входит в состав гмины Ксенжполь. По данным переписи 2011 года, в деревне проживало 760 человек.

## География
Деревня расположена на юго-востоке Польши, в пределах Сандомирской низменности, к северу от реки Танев, на расстоянии приблизительно 8 километров к югу от города Билгорай, административного центра повета. Абсолютная высота — 216 метров над уровнем моря. К востоку от населённого пункта проходит региональная автодорога 835.

## Климат
Климат характеризуется как влажный континентальный с тёплым летом (Dfb  в классификации климатов Кёппена). Среднегодовая температура воздуха составляет 7,5 °C. Средняя температура самого холодного месяца (января) составляет −4,9 °С, самого жаркого месяца (июля) — 17,9 °С. Расчётная многолетняя норма осадков — 582 мм.

## История
В период с 1975 по 1998 годы деревня входила в состав Замойского воеводства.

## Население
Демографическая структура по состоянию на 31 марта 2011 года:
|         | Всего | До трудоспособного возраста | Трудоспособного возраста | Старше трудоспособного возраста |
| ------- | ----- | --------------------------- | ------------------------ | ------------------------------- |
| Мужчины | 366   | 90                          | 242                      | 34                              |
| Женщины | 394   | 91                          | 221                      | 82                              |
| Всего   | 760   | 181                         | 463                      | 116                             |

## Достопримечательности
- Костёл (до 1919 года — православный храм) Апостолов Петра и Павла, 1906 г.